# Bourges Football Club
Maillots
Actualités
Le Bourges Football Club est un club de football français fondé en 2021 et basé à Bourges (Cher) en région Centre-Val de Loire. Il est issu de la fusion en 2021 entre le Bourges Foot et le Bourges 18, qui évoluaient tous les deux en National 2 lors de la saison 2020-2021.
Le Bourges FC dispute ses matches à domicile au stade Jacques-Rimbault et joue en blanc et rouge. Il évolue en National 2 depuis 2021.

## Histoire

### Genèse du football à Bourges

#### FC Bourges (1966-2005)
Le Football Club de Bourges est fondé en 1966 d'une fusion entre deux clubs de la ville et démarre en Division d'honneur qu'il remporte dès la première saison. Montée en CFA, le club intègre la Division 2 Open en 1970 où elle se maintient jusqu'en 1976. Le FCB descend ensuite jusqu'en Division 4. Remonté en D3 en 1981, il attend cinq saisons avant de jouer la montée et un retour en D2. Suivent un aller-retour et trois nouvelles saisons au troisième échelon à jouer le titre.
En 1990, une nouvelle montée en seconde division survient et l'équipe s'y maintient quatre saisons dont la dernière avec la nouvelle formule professionnelle d'une seule poule à 22 clubs. Pendant cette période, le club réalise ses deux meilleurs parcours en Coupe de France avec une seizième puis un huitième de finale en 1991 puis 1992.
Suivent deux relégations consécutives puis une remontée en National 1 durant la saison 1997-1998 de National avant la liquidation judiciaire. Reparti en DH et renommé FC Bourges 18, l'équipe remonte en CFA en deux ans, s'y maintient trois saisons avant la disparition du club entier.
Le FCB est un temps l'équipe phare de la région Centre avec une position proche de l'élite. Mais il reste dans l'histoire, le premier club amateur à déposer le bilan. Il dispute ses matchs à domicile au stade Séraucourt puis au stade Jacques-Rimbault, et y évolue en blanc et bleu.

#### Redémarrage (2005-2008)
À la suite du dépôt de bilan du FC Bourges, sous l'impulsion de quelques volontaires autour d'un des directeurs de MBDA France, Marc Butet, un nouveau club est formé. Le nouveau Bourges Football Olympique Club repart en Division d'honneur régionale (DHR, second échelon régional) sans avoir le droit de remonter au niveau national avant la saison 2007-2008.
Début 2006, le club change à nouveau de nom et devient Bourges Football. Il commence le championnat par quatre victoires en autant de rencontres. Un an après le désastre du FCB, le club décroche une accession lors de sa première saison 2005-2006 : les seniors montent en Division d'Honneur.
Pour l'exercice 2006-2007, l'entraîneur-joueur Laurent Di Bernardo garde ce double rôle et vise le haut de tableau de DH malgré l'interdiction de monter. Le promu berruyer termine finalement à la huitième place de Division d'Honneur Centre, qui compte quatorze équipes.
Pour la saison 2007-2008, un recrutement digne d’une équipe de niveau national est effectué. Le Bourges Football ambitionne la montée en CFA 2 avec une équipe modifiée de manière importante à l’intersaison. Mais celle-ci échoue à la quatrième place de DH Centre.

### Bourges 18 (2008-2021)
En 2008, le Bourges Football fusionne avec Bourges Asnières 18 et donne naissance au Bourges 18. Fondée en 1956, l'ex-AS Asnières évolue alors en Division d'Honneur depuis 2000. Pour sa première saison, le club décroche le titre de champion de Division d'Honneur et la montée en CFA 2.
Pour la saison 2009-2010, le club termine 12e du groupe G de CFA 2, avec 66 points récoltés le plaçant à une seule unité du premier relégable. En février 2010, Thierry Pronko prend la présidence du Bourges 18.
L'exercice 2010-2011 est à nouveau laborieux. Après un bon début de championnat, l'équipe termine à la 13e place de sa poule et se maintient à l'arraché.
Lors de la saison 2011-2012, le club ne réalise pas de meilleures performances, terminant à la 13e place, encore une fois à un point du premier relégable. En Coupe de France, le club atteint le sixième tour et y reçoit l'équipe de Ligue 2 d'Istres (0-3).
Au terme de la saison 2012-2013 terminée à une belle 4e place, Thierry Pronko se retire de la présidence. Jean-Marie Apert, retraité du Trésor public et ex-membre de la commission des comptes de la Ligue du Centre de football, est appelé pour le remplacer.
Lors de la saison 2013-2014, le club joue le haut de tableau de CFA 2. Lors de la dernière journée, il est même promu en CFA durant vingt minutes en menant contre l'équipe réserve de l'AS Saint-Étienne avant de finir l'exercice à la 4e place.
Pour l'exercice 2014-2015, l'entraîneur de l'équipe réserve, Sébastien Dubroca, prend la tête de l'équipe à la suite du départ de Laurent Di Bernardo. Dubroca mène l'équipe à la cinquième place de la poule F de CFA 2, à onze points de la première place.
En 2015-2016, Bourges 18 fait moins bien et est loin de parler de montée. L'équipe échoue à la septième place du groupe B, à 25 points de la promotion et seulement cinq de la relégation au niveau régional. En Coupe de France, l'équipe atteint le septième tour après avoir éliminé LB Châteauroux, club de National, aux tirs au but à l'étape précédente.
Sur la saison 2016-2017, les résultats ne sont pas meilleurs. Toute la saison, les Berruyers s’efforcent de produire du jeu. Avec succès, parfois, comme lors des deux succès face au futur second, Le Mans FC. Et parfois sans réussite avec deux séries à quatre défaites consécutives. L'équipe termine à la onzième place finale de la poule B, à seulement trois points de la dernière place, seule relégable.
Lors de l'exercice 2017-2018, la CFA 2 laisse place au National 3 et ses poules régionales. Bourges 18 voit son voisin de Bourges Foot le rejoindre en cinquième division. Les résultats sont à nouveau mitigés avec la sixième place obtenue à 24 points de la montée et dix-sept de la relégation.
En 2018-2019, le B18 voit Bourges Foot remporter la poule Centre-Val de Loire tandis que le B18 peine toujours en milieu de tableau avec une huitième position finale, à neuf unités d'un retour en régional. En Coupe de France, le club atteint le sixième tour et y reçoit le Tours FC (0-2).
Pour la saison 2019-2020, alors second de sa poule de National 3 à onze points du Tours FC, Noël Le Graët, président de la FFF, annonce l'arrêt des championnats amateurs, en pleine crise de coronavirus. Avec le quotient nombre de points obtenus par nombre de matchs joués, le B18 garde cette deuxième place, insuffisante pour accéder en National 2. Mais le Tours FC se voit interdit de promotion pour des raisons financières et Bourges en profite pour prendre sa place.

### Bourges Foot (1983-2021)
Le Bourges Foot est fondé en 1983 par un collectif d’amis passionnés de football des quartiers nord de la ville. L’équipe débute au plus bas niveau départemental, sous le nom de l'Amicale des Algériens de Bourges. En 2003, le club adopte l’appellation Jeunes Bourges Nord. Au terme de la saison 2012-2013, après sa première saison au plus haut niveau régional (DH), le club est rebaptisé Bourges Foot.
En 2017, profitant de la refonte des championnats nationaux amateurs, l'équipe accède au National 3. Dès la deuxième saison à ce niveau, lors de l'exercice 2018-2019, le BF termine premier de la poule Centre-Val de Loire de N3 et monte en National 2. Le Bourges Foot possède alors une équipe première hiérarchiquement supérieure à celle de Bourges 18, et appelle publiquement, mais sans succès, à une fusion avec le Bourges 18. La saison 2018-2019 est également marquée par une qualification en trente-deuxième de finale de la Coupe de France qui voit le club affronter l'Olympique lyonnais au stade Jacques Rimbault. Cette rencontre se dispute devant plus de 8 000 spectateurs mais voit la défaite des locaux (0-2).

### Fusion et création du Bourges Foot 18 (depuis 2021)
En 2020-2021, avec la montée de Bourges 18 en National 2, la ville de Bourges possède deux clubs en N2 avec le B18 et le Bourges Foot.
Le nouveau maire Yann Galut, élu au printemps 2020, demande la fusion des deux clubs phares de la Préfecture du Cher. Le 18 mai 2021, Bourges 18 et Bourges Foot se dissolvent officiellement pour fonder le Bourges Foot 18. Avec une subvention de 500 000 euros dès la saison 2021-2022, le projet est de redonner ses lettres de noblesse au football berruyer qui a connu la deuxième division nationale dans les années 1980 et 1990 avec le FC Bourges.
En 2023, le club atteint les 32èmes de finale de la Coupe de France, éliminé par le FC Chamalières aux tirs au but. En championnat, après une première partie de saison compliquée, le Bourges Foot 18 parvient à se maintenir en terminant huitième de son groupe.
En octobre 2023, le Bourges Foot 18 change de dimension. Sadio Mané, alors joueur à Al-Nassr, devient le propriétaire du club. L'objectif du Bourges Foot 18 est de monter en Ligue 2 "d'ici 2030" d'après le président Cheikh Sylla.

## Identité et image

### Noms et fusions
| Football Club de Bourges (1966 - 1998)    |                                |                                |                                |                                     |                                |  |  |                                                             |                                                             |                                                             |                                                             |                                                             |                                                             |  |  |  |  |  |  |  |  |  |  |  |  |
|                                           |                                |                                |                                |                                     |                                |  |  |                                                             |                                                             |                                                             |                                                             |                                                             |                                                             |  |  |  |  |  |  |  |  |  |  |  |  |
| Football Club de Bourges 18 (1998 - 2005) |                                |                                |                                |                                     |                                |  |  |                                                             |                                                             |                                                             |                                                             |                                                             |                                                             |  |  |  |  |  |  |  |  |  |  |  |  |
|                                           |                                |                                |                                |                                     |                                |  |  |                                                             |                                                             |                                                             |                                                             |                                                             |                                                             |  |  |  |  |  |  |  |  |  |  |  |  |
| Bourges FOC (2005 - 2006)                 |                                |                                |                                |                                     |                                |  |  |                                                             |                                                             |                                                             |                                                             |                                                             |                                                             |  |  |  |  |  |  |  |  |  |  |  |  |
|                                           |                                |                                |                                |                                     |                                |  |  |                                                             |                                                             |                                                             |                                                             |                                                             |                                                             |  |  |  |  |  |  |  |  |  |  |  |  |
| Bourges Football (2006 - 2008)            | Bourges Football (2006 - 2008) | Bourges Football (2006 - 2008) | Bourges Football (2006 - 2008) | Bourges Football (2006 - 2008)      | Bourges Football (2006 - 2008) |  |  | AS Asnières (1956 - 2006) Bourges Asnières 18 (2006 - 2008) | AS Asnières (1956 - 2006) Bourges Asnières 18 (2006 - 2008) | AS Asnières (1956 - 2006) Bourges Asnières 18 (2006 - 2008) | AS Asnières (1956 - 2006) Bourges Asnières 18 (2006 - 2008) | AS Asnières (1956 - 2006) Bourges Asnières 18 (2006 - 2008) | AS Asnières (1956 - 2006) Bourges Asnières 18 (2006 - 2008) |  |  |  |  |  |  |  |  |  |  |  |  |
| Bourges Football (2006 - 2008)            | Bourges Football (2006 - 2008) | Bourges Football (2006 - 2008) | Bourges Football (2006 - 2008) | Bourges Football (2006 - 2008)      | Bourges Football (2006 - 2008) |  |  | AS Asnières (1956 - 2006) Bourges Asnières 18 (2006 - 2008) | AS Asnières (1956 - 2006) Bourges Asnières 18 (2006 - 2008) | AS Asnières (1956 - 2006) Bourges Asnières 18 (2006 - 2008) | AS Asnières (1956 - 2006) Bourges Asnières 18 (2006 - 2008) | AS Asnières (1956 - 2006) Bourges Asnières 18 (2006 - 2008) | AS Asnières (1956 - 2006) Bourges Asnières 18 (2006 - 2008) |  |  |  |  |  |  |  |  |  |  |  |  |
|                                           |                                |                                |                                |                                     |                                |  |  |                                                             |                                                             |                                                             |                                                             |                                                             |                                                             |  |  |  |  |  |  |  |  |  |  |  |  |
| Bourges 18 (2008 - 2021)                  | Bourges 18 (2008 - 2021)       | Bourges 18 (2008 - 2021)       | Bourges 18 (2008 - 2021)       | Bourges 18 (2008 - 2021)            | Bourges 18 (2008 - 2021)       |  |  | Bourges Foot (1983 - 2021)                                  | Bourges Foot (1983 - 2021)                                  | Bourges Foot (1983 - 2021)                                  | Bourges Foot (1983 - 2021)                                  | Bourges Foot (1983 - 2021)                                  | Bourges Foot (1983 - 2021)                                  |  |  |  |  |  |  |  |  |  |  |  |  |
| Bourges 18 (2008 - 2021)                  | Bourges 18 (2008 - 2021)       | Bourges 18 (2008 - 2021)       | Bourges 18 (2008 - 2021)       | Bourges 18 (2008 - 2021)            | Bourges 18 (2008 - 2021)       |  |  | Bourges Foot (1983 - 2021)                                  | Bourges Foot (1983 - 2021)                                  | Bourges Foot (1983 - 2021)                                  | Bourges Foot (1983 - 2021)                                  | Bourges Foot (1983 - 2021)                                  | Bourges Foot (1983 - 2021)                                  |  |  |  |  |  |  |  |  |  |  |  |  |
|                                           |                                |                                |                                |                                     |                                |  |  |                                                             |                                                             |                                                             |                                                             |                                                             |                                                             |  |  |  |  |  |  |  |  |  |  |  |  |
|                                           |                                |                                |                                | Bourges Foot 18 (2021 - 2024)       |                                |  |  |                                                             |                                                             |                                                             |                                                             |                                                             |                                                             |  |  |  |  |  |  |  |  |  |  |  |  |
|                                           |                                |                                |                                |                                     |                                |  |  |                                                             |                                                             |                                                             |                                                             |                                                             |                                                             |  |  |  |  |  |  |  |  |  |  |  |  |
|                                           |                                |                                |                                | Bourges Football Club (depuis 2024) |                                |  |  |                                                             |                                                             |                                                             |                                                             |                                                             |                                                             |  |  |  |  |  |  |  |  |  |  |  |  |

Le Football Club de Bourges est issu de la fusion en 1966 du Foyer sportif Saint-François et Racing Club berruyer. Après sa liquidation judiciaire en 1998, il est renommé Football Club de Bourges 18. À la suite du dépôt de bilan du FCB18 en 2005, le Bourges Football Olympique Club renait des cendres.
Au bout d'un an, le premier est renommé Bourges Football. Puis, en 2008, la fusion entre ce dernier et le Bourges Asnières 18 donne naissance au Bourges 18. Bourges Asnières est radié de la Fédération française de football le 30 mai 2008.
À la suite de la fusion du Bourges 18 avec le Bourges Foot, le club prend le nom de Bourges Foot 18, puis de Bourges Football Club.

### Maillots et couleurs
Le Bourges FC adopte les couleurs blanc, rouge et noir que l'on retrouve sur les maillots ainsi que sur les shorts et les chaussettes.
| BFC domicile | BFC extérieur |

### Logos

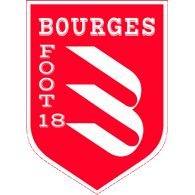
Logo alternatif du BF18 (2021-2024)
Logo du Bourges FC (depuis 2021)

## Structures du club

### Aspects juridiques
Le Bourges Football Club est fondé en 2021 en tant que club sportif, régi par la loi sur les associations établie en 1901. Le club est affilié à la Fédération française de football. Il appartient de plus à la Ligue du Centre de football et au district départemental du Cher. Son siège est situé au stade Jacques-Rimbault à Asnières-lès-Bourges.

### Stade
Le stade Jacques-Rimbault a une capacité de 8 000 places. Il est constitué d'une tribune couverte d'environ 3 000 places avec vestiaires, sanitaires, salle de musculation et de massage, loges, buvettes, salons, et de trois autres tribunes sous forme de gradins avec deux autres buvettes. Il est homologué pour la catégorie A des stades de la FFF. Le complexe est aussi équipé d'un terrain stabilisé éclairé, d'un terrain engazonné éclairé avec vestiaire, sanitaires, tribune et buvette, et de deux terrains d'entraînement engazonnés et éclairés. Il se situe Chemin des Grosses Plantes, au nord de Bourges.

## Personnalités du club

### Présidents
| Période     | Nom          |
| ----------- | ------------ |
| depuis 2021 | Cheikh Sylla |

Après la fusion de 2021, Olivier Rigolet et Cheikh Sylla sont co-présidents du Bourges Foot 18.
Le 15 octobre 2021, Cheikh Sylla devient l'unique président du club.

### Entraîneurs
| Période                  | Nom                 |
| ------------------------ | ------------------- |
| 2021-2022                | Laurent Di Bernardo |
| 2022-2023                | William Prunier     |
| 2023-2024                | Jamal Alioui        |
| déc 2023-mai 2024        | Stéphane Rossi      |
| juin 2024- décembre 2024 | Walid Aïchour       |

Après la fusion, Laurent Di Bernardo devient entraîneur principal de Bourges. En octobre 2022, le club se sépare de Laurent Di Bernardo et le remplace par William Prunier. Il a permis auparavant à l'US Colomiers d'accéder au National, de faire monter l'équipe réserve de Montpellier en 2017, puis le Canet Roussillon FC en N2. L'ex-défenseur international français (une sélection) signe un contrat de dix-huit mois à la tête de l’équipe alors dernière du groupe D de National 2. Après avoir réussi à maintenir l'équipe en National 2, William Prunier décide de ne pas poursuivre l'aventure avec le club. Il est remplacé en juin 2023 par Jamal Alioui, ancien joueur et international marocain, entraîneur du GOAL FC lors de la saison 2021-2022 et adjoint à l'AS Nancy-Lorraine et au FC Versailles 78 en 2022 et 2023. Fin décembre 2023, Jamal Alioui quitte son poste d'entraîneur pour rejoindre le staff de Pierre Sage, alors entraîneur de l'Olympique Lyonnais. Stéphane Rossi, entraîneur du SO Cholet la saison dernière, le remplace. Quelques mois plus tard, il quitte le club pour rejoindre l'US Concarneau. Walid Aïchour prend alors le relais.

Le 10 décembre 2024, Walid Aïchour et la direction ont décidé de mettre un terme à leur collaboration. Il est remplacé par Romain Revelli dans la foulée.